# El Naixement de la Verge
El Naixement de la Verge és un quadre poc conegut d'El Greco, que consta amb el número X-33 en el catàleg raonat d'obres d'aquest artista, realitzat per l'especialista Harold Wethey.
Als dos inventaris realitzats per Jorge Manuel Theotocópuli després de la mort dels seu pare, hi consten dues pintures d'aquesta temàtica. Una d'aquestes dues pintures, per llurs dimensions, podría ser el llenç actualment existent.

## Temàtica de l'obra
Els evangelis canònics no ens informen del lloc ni de cap altra circumstància del naixement de Maria, mare de Jesús. Però un llibre apòcrif anomenat el Protoevangeli de Jaume dona una sèrie de dades, tradicionalment admeses pel Cristianisme, i que han servit com a base per la iconografia cristiana. Aquesta obra d'El Greco n'és un clar exemple.

## Anàlisi de l'obra
Oli sobre llenç; 62 x 35,6 cm.; No està signada; Fundació Col·lecció E. G. Bührle; Zúric; 
Obra autèntica d'El Greco, segons Manuel B. Cossío, José Camón Aznar i Josep Gudiol. Segons Harold Wethey, seria una còpia d'un original perdut, feta per Jorge Manuel Theotocópuli.
Josep Gudiol comenta que és una composició molt original, que sembla més aviat un esbós, però que posseeix una riquesa de formes i matisos, i una vivacitat tan gran en les figures, que difícilment podría ser assolida per cap dels deixebles d'El Greco, i menys encara pel seu fill Jorge Manuel.
Es tracta d'una composició inusual, estranya, sense equivalent en el corpus pictòric del mestre. És una mostra extrema del Manierisme pel seu menyspreu de la lógica de l'espai, amb les figures desusadament disposades verticalment. La llarga línea oblícua que va des de Santa Anna, i passa a través de les dones que banyen a Maria acabada de néixer, és l'eix principal de l'organització del confús grup de dones.
El color és principalment rosa, verd i groc. La blanca figura de Santa Anna apareix entre el dosser rosa del llit i el ver lluminós del cobrellit. L'ampla figura de la dona vestida de groc, a l'esquerra, apropa els bolquers a la xemeneia per assecar-los. Les assistents de la part superior dreta vesteixen de color blanquinós, groc pàl·lid i blau clar, mentre que el grup inferior és fonamentalment blau i blanc, excepte la figura rosa del centre, que agafa la nena en els seus braços.

## Procedència
- Marquès d'Alòs Barcelona; 1908; Manuel B. Cossìo, El Greco, Madrid 1908, no. 18.
- Tomas Harris Ltd. London Getty Research Center, Santa Mònica (Califòrnia), Knoedler Galley Archive, Stock Book 10, p. 156, no. A6100
- M. Knoedler & Co., Inc. New York; co-propietat el 20 Setembre 1956 amb l'esmentat personatge. The Knoedler Galleries half share being $ 29.919, Stock Book as above, n. (2); AStEGB, Correspondència entre M. Knoedler & Co., Inc., New York, and Emil Bührle, 7 February–8 September 1956, respecte a l'enviament de la pintura a Zúric.
- Emil Bührle Zúrich; 25 de Setembre 1956 fins [d.] 28 Novembre 1956, adquirit de l'abans esmentat, com una obra autèntica d'El Greco el 25 de Setembre 1956 per $ 135.000; Stock Book as above, n. (2); AStEGB, Factura de M. Knoedler & Co., Inc., a Nova York, feta a nom d'Emil Bührle, de data 10 de Setembre 1956; Carta de M. Knoedler & Co., Inc., New York, a Emil Bührle, de data 17 d'Octubre1956, acreditant la recepció del xec «per el Greco»..
- Donat pels hereus d'Emil Bührle a la Foundation E.G. Bührle Collection Zürich; 1960; Inv. 141.